# Hommaforum
För andra betydelser, se Homma (olika betydelser).
Homma eller Hommaforum är ett finländskt politiskt internetforum centrerat kring invandringsfientliga åsikter. Tjänsten drivs av föreningen Homma ry. Det finska ordet homma betyder jobb eller sak.
Webbplatsen grundades i december 2008 av aktivanvändare på gästboken för politikern Jussi Halla-ahos blogg Scripta. Gemenskapen som ledde till homma uppstod efter gästbokens grundande 2005.
Homma växte snabbt och överskuggade bland annat den extremnationalistiska grupperingen Suomen Sisus diskussionsforum. En tredjedel av de 40 riksdagsledamöterna som valdes in med högerpopulistiska Sannfinländarnas valseger 2011 hade en bakgrund i Hommaforum eller Suomen Sisu.
Hommas forum har över tre miljoner inlägg och 11 000 registrerade användare (mars 2021).
I boken Sosiaalisen median lyhyt historia (ung. 'Sociala medier: en kort historik) publicerad 2013, beskrivs Hommaforums ställning i offentligheten utgående från tvivelaktiga skriverier som bryter mot god sed. Enligt webbplatsens försvarare är diskussionen i huvudsak saklig, medan kritiker hävdar att sajtens syfte är att rättfärdiga rasism och sprida hat mot invandrare.

## Verksamhet
Under valrörelsen för  Europavalet 2009 ordnades på Homma kandidatintervjuer för Kai Pöntinen (Samlingspartiet), Sampo Terho (Sannfinländarna), Freddy van Wonterghem (Sannf.), Anna Mikkola (Vänsterförbundet). ), Sari Essayah (Kristdemokraterna) och Jyrki Kasvi (De Gröna). Efter valet tackade Terho tackade Hommaforums användare för sitt inval som suppleant. Även dagstidningen Aamulehti bedömde att basen för Terhos stöd kom från Hommaforum. Hommaforum har också intervjuat Jussi Halla-aho, ordförande för Piratpartiet Pasi Palmulehto, kommissionär för minoriteter Johanna Suurpäätä och riksdagsledamot Arto Sato (Saml.).  I början av 2010 intervjuade dagstidningen Helsingin Sanomat Astrid Thors, minister för invandring och europeiska frågor,  med frågor som Hommaforum-användare hade blivit ombedda att utarbeta.
Partiet Förändring 2011 tog under 2009 form på Hommaforum, med målet att utse kandidater för Riksdagsvalet 2011. Bland annat partiprogrammet finslipades på forumet.
Hommas föreningsaktiva har organiserat möten över hela Finland.   Forumanvändarna samlar också på pressklipp relaterade till invandringsfrågor och invandrare samt producerar videor om politiska händelser.  Hommaforums användare har beviljat närmare 140 000 dollar i mikrolån till företagare i utvecklingsländer via webbtjänsten Kiva.
I början av 2010 samlade Homma in pengar för en opinionsundersökning om finländares åsikter om invandring. Undersökningen utfördes av Taloustutkimus.
Efter att ordförande för Förändring 2011 Juha Mäki-Ketelä meddelade om sin avgång i juli 2010, stängdes Hommaforum i cirka 12 timmar efter att diskussionen blev för upphetsad och personcentrerad.  Den 24 juli 2011 stängdes forumet under en dag efter en het debatt till följd av terrorattentaten i Oslo och på Utøya.
I januari 2012 deltog Timo Soini, Eva Biaudet, Sari Essayah, Paavo Väyrynen och Pekka Haavisto i Hommaforums intervju av presidentkandidater.[källa behövs]
År 2012 polisanmäldes Hommaforum. Anmälningen gällde kommentarer om en 15-årig flickas pris för antirasism. Priset delades ut av Röda korsets distriktsorganisation. På Hommaforum bemöttes nyheten av hån, antaganden om att flickan var hjärntvättad och utnyttjad av sina närastående i offentlighetssyfte.  En åklagare krävde att gärningen skulle utredas som grovt förtal. Eftersom brottet begicks medialt ansågs åtallmänintresset kräva åtal. Enligt åklafaren var brottet riktad mot en minderårig på ett sätt som äventyrar uttrandefrihet och kränker ära.  Nyheterna om krav på utredning beskrevs på Hommaforum bland annat som "yrkeskränkthet" och som en attack mot forumet.
I juli 2016 Hommaforum utsattes Hommaforum för överbelastningsattacker i nästan en vecka. Hommaforums stödförening brottsanmälde händelsen.
Hommaforum har ansetts vara en faktor som ledde till att partiet Sannfinländarna delades itu under partikonkressen i juni 2017. Under året fortgick diskussion om att backa Jussi Halla-aho i presidentvalet 2018.

## Sagt om Hommaforum

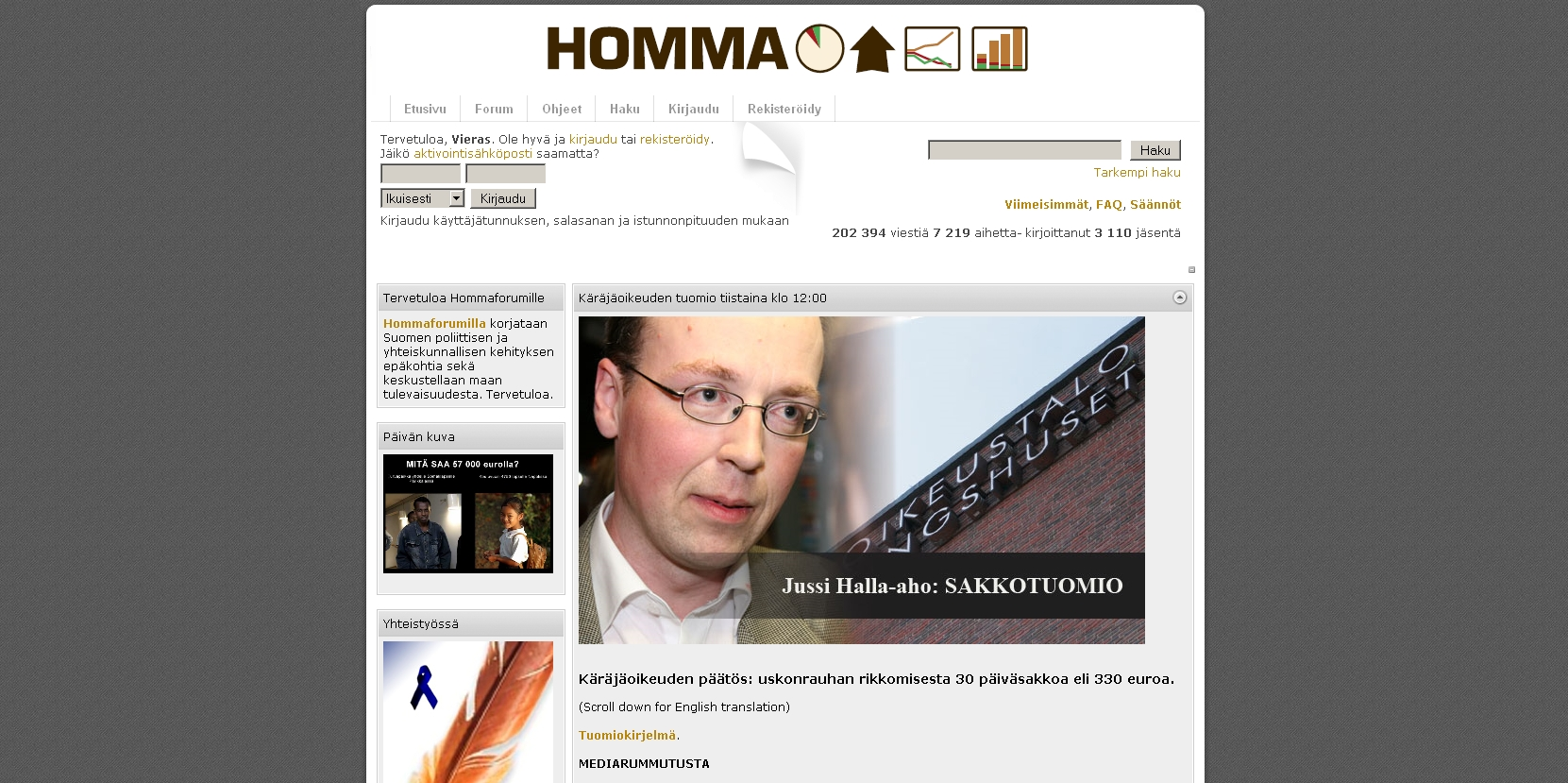
Hommaforums hemsida i september 2009.

I media har Homma ibland kallats för hemvist för Jussi Halla-ahos anhängare.
2008 skrev Miska Rantanen, journalist på Helsingin Sanomat, att osaklig diskussion hindrar debatten om invandring. Enligt honom påvisar Hommaforum stundvis vilja till dialog, men sådana försök surnar snabbt på grund av en ljudlig minoritet.
Aamulehtis journalist Toni Viljanmaa skrev 2009 att "unga vuxna som är särskilt trötta på politikens grådask" har samlats online "kring invandringsfrågor, ett ämne som ansågs tabubelagd" och att "att sajtens verksamhet bygger på gräsrotsentusiasm, inte en ledarutsett program som i politiska partier". Enligt Viljanmaa är Homma också ett steg vidare i utvecklingen av Sisu Finland, vars webbplats var öppet rasistisk på vissa ställen. ”Temat har förblivit det samma: att fel sorts invandring är den största cancersvulsten på samhället.” Enligt Viljanmaa är diskussionen på sajten i fara för ensidigt flocktänkande och tendens för konspirationstro riktad mot alla utomstående.
Minoritetsombud Johanna Suurpää som 2009 bjöds in till diskussionen på Hommaforum, nämnde 2009 att hon följt kolumnen i viss utsträckning och att ”de flesta klagomålen [som hon fått] har härstammade från andra ställen än Hommaforum.
Pasi Palmulehto, ordförande för Piratpartiet, sade vid ett diskussionsevenement ordnat av Hommaforum 2009, att forumet är nödvändigt, för "annars förblir den kritiska diskussionen om invandring i händerna på nickedockor".
År 2009 ville inte Milla Aaltonen, jämställdhetsexpert vid Förbundet för Mänskliga Rättigheter, som undersökte Hommaforums diskussionstrådar, beteckna forumet som rasistiskt, "även om det förekommer en mängd olika skrifter". Enligt henne är ”diskussionen [i forumet] av rimlig kvalitet. Ingen riktig dialog kan dock hittas, eftersom likasinnade dominerar skrivandet ”. Enligt Aaltonen är Hommaforum ett av de medier som de som arbetar med invandring borde följa.
År 2010 utgavs boken Mitä Jussi Halla-aho tarkoittaa? (Vad betyder Jussi Halla-aho), i vilken Mike Pohjola skriver om forumets diskussionsstil. Pohjola skriver om förekomsten av hundratals trådar i vilka personer som anses okritiska till invandring skälldes ut och representanter av det egna synsättet berömdes. Många forummedlemmar ser sina motståndare som ”daltande blommahatttanter” eller "grönvänsterstalinister". För att lära sig forumets slang måste man enligt Pohjola anta ett visst sätt att tänka och genom detta "initieras" som invandringskritiker. Till exempel är ”invandringskritisk” enligt Pohjola främst en eufemism för rasism. Den ”politiska eliten” omfattar alla beslutsfattare som inte delar synsättet om invandring med Homma. ”Grön-vänstermedia” omfattar praktiskt taget alla vanliga mainstreammedier.
Jussi Förbom gav 2010 ut pamfletten Hallan vaara. Merkintöjä maahanmuuton puhetavoista (ung. "Frostfara. Anteckningar om invandringsdiskussion", där första delen är ordlek med Jussi Halla-ahos namn.) Enligt Förbom fäster sig Hommaforums deltagare vid utspel och offentliga uttalanden som anses invandrarvänliga, "kritiserar dessa hårt samt hotar andra som tänker på samma sätt." Enligt Förbom uppfyller detta kännetecken för ”att tvinga till tystnad, fråntas rätten till det fria ordet och att skrämma motståndare med hotelser”. 
Finlands kommunistiska parti deltog inte i Hommaforums kandidattest inför riksdagsvalet 2011. Enligt SKP-ordförandet Yrjö Hakanen tillhör de viktigaste aktörerna på forumet samma grupper som har vägrat att underteckna de europeiska partiernas antirasismstadga. Enligt Hakanen har de partier som undertecknat stadgan åtagit sig att vägra att samarbeta med politiska grupper som sprider åsikter som uppmuntrar rasistiska fördomar eller fientlighet gentemot andra nationella grupper. "Hommaforum publicerar ständigt artiklar som sprider fientliga attityder gentemot invandrare och andra kulturer samt uppmuntrar till konfrontation mellan" finländare "och andra, särskilt flyktingar."
Pamfletten Uusi kultakausi (Den nya guldåldern) publicerad 2011 av Tanja Aitamurro, Taneli Heikka, Petteri Kilpinen och Matti Posio lyfter Homma som ett exempel på öppenhet, vilket bör ses som ett exempel på en allvarlig förändring i den offentliga debatten, inte på något sätt ett hot.  Enligt författarna lyckades en ganska liten intressegrupp genom Hommaforum att ändra dagordningen för debatten under riksdagsvalet 2011. Enligt pamfletten är Homma den första rörelsen som engarerat unga män sedan miljörörelsen.  "Debatten är hektisk, ibland påträngande, stundvis sakorienterad ofta också personfixerad och aggressiv gentemot sina motståndarna."
I verket Suomi, terrorismi, Supo (Finland, terrorosmen, Skyddspolisen) som publicerades 2011 som ett samarbete mellan säkerhetspolisen och försvarsministeriet, identifierade Thomas Jokinen, en extremismforskare som arbetar vid Åbo universitets forskargrupp för konflikt och terrorism, Hommaforum som ett av de viktigaste medierna för ”islamfientlig diskurs” i Finland, likställt med Jussi Halla-ahos skriverier.
I en pamfletten Kymmenen polkua populismiin (Tio vägar till populism) som publicerades 2013 skrev Johanna Korhonen att det finns ett samband mellan försämring av mäns status och invandrarfientlighet. Vissa män upplever enligt Korhonen en frigörelse genom internets politiska debatter, inklusive Hommaforum.
Lasse Garoff skrev 2015 i en kolumn i tidskriften Ny Tid att "Hommaforum bidrar till att sprida envisa icke-sanningar om mångkulturens faror som gör stor skada i den finländska samhällsdebatten. Om Turkkila [grundaren] menar vad han säger så är det dags att han går från ord till handling och städar upp forumet. Han kunde börja med att avskaffa anonymiteten. Skillnaden mellan anonyma nätforum som Hommaforum och en äkta offentlighet är att i offentligheten är man tvungen att stå för det man säger. Detta ansvar skrämmer vissa människor. Det är påfallande hur ofta just sannfinländska politiker kommer med hårresande uttalanden på internet, och sedan omedelbart tar tillbaka vad de sagt när de ombeds förklara sig i de traditionella medierna."

### Fotnoter
1. ↑  ”Grunduppgifter om förening - Patent och Registerstyrelsen”. Patent och Registerstyrelsen. https://yhdistysrekisteri.prh.fi/basicinformation?businessId=3067190-5&timeZone=Europe/Helsinki#fromAdvancedSearch. Läst 11 mars 2021.
2. ↑  ”Hommaforum FAQ”. web.archive.org. 4 juli 2010. Arkiverad från originalet den 4 juli 2010. https://web.archive.org/web/20100704084355/https://hommaforum.org/index.php/topic,101.0.html. Läst 11 mars 2021.
3. ↑  ”Tunteet kävivät kuumana nettirasismin seminaarissa” (på finska). www.iltalehti.fi. https://www.iltalehti.fi/uutiset/a/2010032311348567. Läst 11 mars 2021.
4. ↑  ”homma” (på finska). Stora finsk-svenska ordboken. https://kaino.kotus.fi/finsk-svensk. Läst 11 mars 2021.
5. ↑  Hannula, MIlla (2011). Maassa maan tavalla. Maahanmuuttokritiikin lyhyt historia,. Helsingfors: Otava. sid. 147. ISBN 9789511254874
6. ↑  ”Populism i Norden”. Agenda. https://www.agenda.fi/Rapport/populism-i-norden/#sannfinlandarnas-radikalisering. Läst 11 mars 2021.
7. ↑  ”Hommaforum (framsida)”. Homma ry. Arkiverad från originalet den 12 mars 2021. https://web.archive.org/web/20210312062444/https://hommaforum.org/. Läst 3 november 2021.
8. ↑  Jaakko Suominen [and others] (2013). Sosiaalisen median lyhyt historia. Gaudeamus. sid. 169-170. ISBN 978-952-495-313-9. OCLC 928402318. https://www.worldcat.org/oclc/928402318. Läst 11 mars 2021
9. ↑  ”Jyrki Kasvi chattaa tänään mamukriitikkojen kanssa” (på finska). Vihreä Lanka. 2 juni 2009. https://www.vihrealanka.fi/uutiset/jyrki-kasvi-chattaa-tanaan-mamukriitikkojen-kanssa. Läst 11 mars 2021.
10. ↑  ”Aamulehti.fi | Uutiset | Sampo Terho sai äänensä Soinin moittimilta "propellipäiltä"”. web.archive.org. 12 juni 2009. Arkiverad från originalet den 12 juni 2009. https://web.archive.org/web/20090612030246/http://www.aamulehti.fi/uutiset/kotimaa/sampo-terho-sai-aanensa-soinin-moittimilta-propellipailta/145789. Läst 11 mars 2021.
11. ↑  ”Hommatentit”. Homma ry. Arkiverad från originalet den 18 maj 2017. https://web.archive.org/web/20170518023820/http://cms.hommaforum.org/index.php?option=com_content&view=article&id=72&Itemid=48. Läst 11 mars 2020.
12. ↑  Kurki-Suonio, Ossi. ”Hommaforumin perustaja: Tämä mättää Thorsissa” (på finska). Uusi Suomi. https://www.uusisuomi.fi/uutiset/hommaforumin-perustaja-tama-mattaa-thorsissa/5b406cc7-3b92-3f1b-a82e-4c5f4847d833. Läst 11 mars 2021.
13. ↑  ”Joutsenpuolueesta tuli Muutos 2011” (på finska). Vihreä Lanka. 27 augusti 2009. https://www.vihrealanka.fi/uutiset/joutsenpuolueesta-tuli-muutos-2011. Läst 11 mars 2021.
14. ↑  ”Soini ei usko Homma-foorumin liikehdinnän repivän perussuomalaisia” (på finska). Vihreä Lanka. 28 augusti 2009. https://www.vihrealanka.fi/uutiset/soini-ei-usko-homma-foorumin-liikehdinnan-repivan-perussuomalaisia. Läst 11 mars 2021.
15. ↑  ”Mamukriitikkojen Homma-foorumilla muhii uusi puolue” (på finska). Vihreä Lanka. 26 augusti 2009. https://www.vihrealanka.fi/uutiset/mamukriitikkojen-homma-foorumilla-muhii-uusi-puolue. Läst 11 mars 2021.
16. ↑  ”Maahanmuuttokriitikot puuhaavat uutta puoluetta - HS.fi - Oma elämä”. web.archive.org. 28 augusti 2009. Arkiverad från originalet den 28 augusti 2009. https://web.archive.org/web/20090828014034/http://www.hs.fi/politiikka/artikkeli/Maahanmuuttokriitikot+puuhaavat+uutta+puoluetta/1135248822107. Läst 11 mars 2021.
17. ↑  ”Maahanmuuttokriittinen Homma kokosi rivejään” (på finska). Kaleva. https://www.kaleva.fi/maahanmuuttokriittinen-homma-kokosi-rivejaan/2476269. Läst 11 mars 2021.
18. 1 2 3  ”Aamulehti.fi | Teemat | Rasistien Homma-forum vai uuden politiikanteon pioneeri?”. web.archive.org. 2 maj 2009. Arkiverad från originalet den 2 maj 2009. https://web.archive.org/web/20090502193424/http://www.aamulehti.fi/teema/paivannopeat/rasistien-homma-forum-vai-uuden-politiikanteon-pioneeri/141527. Läst 11 mars 2021.
19. ↑  Stenius, Ossi Kurki-Suonio, Anna-Maria. ”Halla-ahon innokkaita tukijoita poistettiin oikeussalista” (på finska). Uusi Suomi. https://www.uusisuomi.fi/uutiset/halla-ahon-innokkaita-tukijoita-poistettiin-oikeussalista/587a453e-84a5-3d6d-b058-0dca5b39cd41. Läst 11 mars 2021.
20. ↑  ”Kiva Lending Team: Homma^^^” (på engelska). Kiva. https://www.kiva.org/team/homma. Läst 11 mars 2021.
21. 1 2  ”Halla-aholaiset antavat mikrolainoja kehitysmaihin”. Helsingin Sanomat. 2 oktober 2009. Arkiverad från originalet den 5 oktober 2009. https://web.archive.org/web/20091005000912/http://www.hs.fi/nyt/artikkeli/Halla-aholaiset+antavat+mikrolainoja+kehitysmaihin/1135249753172. Läst 11 mars 2021.
22. ↑  ”Köyhiltä rahat takaisin - HS.fi - Nyt”. web.archive.org. 5 oktober 2009. Arkiverad från originalet den 5 oktober 2009. https://web.archive.org/web/20091005002033/http://www.hs.fi/nyt/artikkeli/K%C3%B6yhilt%C3%A4+rahat+takaisin/1135249752307. Läst 11 mars 2021.
23. ↑  ”Erään tutkimuksen historia” (på finska). Yle Uutiset. http://yle.fi/uutiset/eraan_tutkimuksen_historia/5538047. Läst 11 mars 2021.
24. ↑  ”Yli puolet kiristäisi maahanmuuttoa” (på finska). Helsingin Sanomat. 31 mars 2010. https://www.hs.fi/kotimaa/art-2000004721799.html. Läst 11 mars 2021.
25. ↑  ”Maahanmuuttokriitikoiden Hommaforum suljettiin yöksi - HS.fi - Politiikka”. web.archive.org. 29 juli 2010. Arkiverad från originalet den 29 juli 2010. https://web.archive.org/web/20100729030547/http://www.hs.fi/politiikka/artikkeli/Maahanmuuttokriitikoiden+Hommaforum+suljettiin+y%C3%B6ksi/1135258839113. Läst 11 mars 2021.
26. ↑  ”Hommaforum suljettiin Norja-keskustelun takia - HS.fi - Kotimaa”. web.archive.org. 7 april 2014. Arkiverad från originalet den 7 april 2014. https://web.archive.org/web/20140407133337/http://www.hs.fi/kotimaa/artikkeli/Hommaforum+suljettiin+Norja-keskustelun+takia/1135268021917. Läst 11 mars 2021.
27. 1 2  ”Hommaforumista tutkintapyyntö: 15-vuotias koulutyttö haukuttiin aivopestyksi” (på finska). Kansan Uutiset. 26 mars 2012. https://www.kansanuutiset.fi/artikkeli/2761226-hommaforumista-tutkintapyynto-15-vuotias-koulutytto-haukuttiin-aivopestyksi. Läst 11 mars 2021.
28. ↑  ”Hommaforum piilotti helsinkiläistytön haukut” (på finska). Kansan Uutiset. 26 mars 2012. https://www.kansanuutiset.fi/artikkeli/2761339-hommaforum-piilotti-helsinkilaistyton-haukut. Läst 11 mars 2021.
29. ↑  ”Perussuomalaisten suosima Hommaforum-keskustelupalsta palvelunestohyökkäyksen kohteena” (på finska). Helsingin Sanomat. 13 juli 2016. https://www.hs.fi/kotimaa/art-2000002910805.html. Läst 11 mars 2021.
30. ↑  ”Uusi vaihtoehto -ryhmä: Halla-ahon taustalla "epämääräisiä tahoja"” (på finska). Yle Uutiset. https://yle.fi/uutiset/3-9668018. Läst 11 mars 2021.
31. ↑  ”Laaja reportaasi dramaattisesta puoluekokouksesta: ”Halla-ahon ansiosta porukka hajoaa kuin pulun paska”” (på finska). www.karjalainen.fi. Arkiverad från originalet den 28 oktober 2020. https://web.archive.org/web/20201028003942/https://www.karjalainen.fi/uutiset/uutis-alueet/kotimaa/item/145968. Läst 11 mars 2021.
32. ↑  ”Halla-aho aikoo valittaa oikeuden päätöksestä | Uutiset | Pääkaupunki…”. archive.is. 26 maj 2012. Arkiverad från originalet den 26 maj 2012. https://archive.today/20120526103221/http://omakaupunki.hs.fi/paakaupunkiseutu/uutiset/halla-aho_aikoo_valittaa_oikeuden_paatoksesta/. Läst 11 mars 2021.
33. ↑  ”välihuomio | Käy tässä sitten asiallista keskustelua” (på finska). Helsingin Sanomat. 18 december 2008. https://www.hs.fi/kotimaa/art-2000004620673.html. Läst 11 mars 2021.
34. ↑  ”Vähemmistövaltuutettu Johanna Suurpään hommatentti 19.11”. 19 november 2009. Arkiverad från originalet den 9 mars 2016. https://web.archive.org/web/20160309192854/http://hommaforum.org/index.php/topic,17837.msg250792.html#msg250792. Läst 11 mars 2021.
35. ↑  ”Piraattipuolueen pj Pasi Palmulehto Hommatentissä pe 6.11. klo 19-21”. Hommaforum. 6 november 2009. Arkiverad från originalet den 10 december 2017. https://web.archive.org/web/20171210015634/https://hommaforum.org/index.php/topic,16981.msg240959.html#msg240959. Läst 11 mars 2021.
36. ↑  ”Kansalaisjournalismia verkossa”. Inrikesministeriet. 25 februari 2009. sid. 23. Arkiverad från originalet den 21 april 2014. https://web.archive.org/web/20140421095709/http://www.poliisi.fi/intermin/periodic.nsf/vwarchivedlookup/6B27F63AA25A27D9C2257686004FC103/$file/monitori04_2009_nettiin.pdf. Läst 11 mars 2021.
37. ↑  Mitä Jussi Halla-aho tarkoittaa?, s. 25–29.
38. ↑  Mitä Jussi Halla-aho tarkoittaa?, s. 38–39.
39. ↑  Mitä Jussi Halla-aho tarkoittaa?, s. 50–52.
40. ↑  Mitä Jussi Halla-aho tarkoittaa?, Maahanmuuttokriittinen sanasto.
41. ↑  ”SKP boikotoi Hommaforumin vaalikonetta” (på finska). Suomen kommunistinen puolue. 21 mars 2011. Arkiverad från originalet den 25 oktober 2020. https://web.archive.org/web/20201025103735/https://www.skp.fi/artikkelit/skp-boikotoi-hommaforumin-vaalikonetta. Läst 11 mars 2021.
42. ↑  ”Pamfletti nostaa Homma-forumin esikuvaksi avoimuudelle - HS.fi - Kulttuuri”. web.archive.org. 28 augusti 2011. Arkiverad från originalet den 28 augusti 2011. https://web.archive.org/web/20110828133834/http://www.hs.fi/kulttuuri/artikkeli/Pamfletti+nostaa+Homma-forumin+esikuvaksi+avoimuudelle/1135263843856. Läst 11 mars 2021.
43. ↑  . ISBN 978-951-0-38141-0
44. ↑  Jokinen, Thomas: Ääriliikkeet Suomessa 1990- ja 2000-luvuilla. Teoksessa . ISBN 978-951-0-38577-7
45. ↑  Pelkonen, Linda. ”Tässäkö todellinen syy perussuomalaisten suosioon? ”Avioerot”” (på finska). Uusi Suomi. https://www.uusisuomi.fi/uutiset/tassako-todellinen-syy-perussuomalaisten-suosioon-avioerot/1f312bf8-2d8d-39b0-88ca-dc43dbb78859. Läst 11 mars 2021.
46. ↑  . ISBN 978-0-9568225-9-8
47. ↑  ”Från ord till handling, Turkkila! | nytid.fi”. 29 juli 2015. https://www.nytid.fi/2015/07/fran-ord-till-handling-turkkila/. Läst 11 mars 2021.